# Fire Emblem: Seisen no Keifu
Fire Emblem: Seisen no Keifu (ファイアーエムブレム 聖戦の系譜?, Faiā Emuburemu: Seisen no Keifu, generalmente tradotto come "Fire Emblem: Genealogy of the Holy War") è il quarto capitolo della serie Fire Emblem, commercializzato unicamente per il mercato nipponico il 14 maggio 1996, sviluppato da Intelligent Systems e Nintendo, il secondo, dopo Monshō no Nazo, per il Super Nintendo.
A differenza di molti degli altri Fire Emblem, questo episodio presenta caratteristiche uniche, come la possibilità di far tornare in vita personaggi morti (grazie al Bastone Valchiria), il Triangolo delle armi, la presenza di mappe enormi da attraversare e, soprattutto, di due generazioni di personaggi: il giocatore infatti, dopo un determinato numero di capitoli, prenderà controllo dei figli dei personaggi precedenti (ad esempio, Seliph, figlio di Sigurd e Deirdre, e i fratelli Larcei e Ulster, figli di Ayra), oltre alla possibilità di sceglierne i genitori per ottenere migliori statistiche.

## Trama
Centinaia di anni fa, l'Impero Loptriano, che venerava il drago oscuro Loptous, ha seminato il terrore nel continente di Jugdral. Nel 643, a Darna, ultimo bastione di resistenza, dodici guerrieri (Heim, Baldr, Nàl, Ullr, Bragi, Fjalar, Thrud, Ced, Od, Hezul, Dàinn e Njorun) benedetti da altrettanti draghi sacri, capeggiati dal drago sacro Naga, sconfissero Loptous dopo una lunga guerra, diventarono i dodici crociati e fondarono i vari stati.
Da allora passano più di cento anni. Nel 757, il regno di Verdane sta attaccando Grannvale, conflitto in cui è coinvolto anche il regno di Agustria, e Sigurd, figlio di Byron, duca della casa di Chalpy, assieme alla sorella Ethlyn, al suo migliore amico e cognato Quan, nobile di Leonster, il suo giovane tattico e cugino lontano Oifey e alcuni cavalieri, discendenti dei crociati, combattono in un piccolo esercito contro gli invasori, tranne Oifey, perché troppo giovane. Infatti, Edain, una nobile del ducato di Yngvi e amica di infanzia di Sigurd, viene rapita dal principe di Verdane, Munnir, che voleva sposarla, ma il fratello di Munnir, Jamke, la fa fuggire. Durante il combattimento, che li porta nel Bosco degli Spiriti a Verdane e a salvare Shannan, il principe di Isaac, rapito per manipolare sua zia Ayra, Sigurd salva una donna di nome Deirdre da un bandito, ed entrambi si innamorano perdutamente. Dalla fine della guerra contro Verdane passano alcuni mesi, durante i quali i due si sposano nel 758, ma Sigurd è costretto ad intervenire ad Agustria col suo esercito perché il re Imca, un pacifista, è stato assassinato da suo figlio Chagall, che ha preso la corona e ha attaccato Verdane, ora sotto il controllo di Sigurd, mentre gli altri Lord di Agustria stavano causando soprusi contro la popolazione, e uno di loro, il Lord di Heirhein Elliot, ha attaccato di nuovo il regno di Nordion per rapire e rendere sua sposa la principessa Lachesis, amica di Sigurd. Nel corso di questo periodo, Deirdre rimane incinta. Dopo aver sconfitto Chagall, Sigurd libera il re del regno di Nordion, Eldigan, un suo vecchio amico e fratellastro di Lachesis, e riesce a convincerlo a negoziare con lui un trattato di pace in cui Grannvale avrà il controllo di Agustria per un anno.
Passano sei mesi, durante i quali Sigurd e Deirdre hanno un figlio, Seliph, nel 759. Tuttavia, a causa della prepotenza dei governatori da Grannvale, si verifica un malcontento, e Sigurd è impegnato a fronteggiare un altro attacco da Chagall, che ha rotto il trattato di pace, e dai pirati di Orgahil, che attaccano sfruttando la confusione. Nel frattempo, però, Sigurd si ritrova coinvolto in un terribile complotto: mentre il principe Kurth e i suoi fidati consiglieri, Byron e Lord Ring, padre di Edain e duca di Yngvi, tornano dalla guerra vinta contro Isaach, Ring viene assassinato da suo figlio Andrey, e anche Kurth viene assassinato. Questo apre una crisi dinastica, dato il trono può essere ereditato solo dai discendenti di Heim, il crociato con sangue di Naga nelle vene, e Kurth era uno degli ultimi discendenti in vita. A uccidere Kurth sono stati Reptor e Lombard, e ad osservare la situazione è la Chiesa di Loptr capeggiata dall'Arcivescovo Manfroy, che ha lo scopo di far resuscitare Loptous, l'acerrimo nemico di Naga. Deirdre, che si stava occupando del figlio assieme a Shannan, lascia il castello di Agusti per incontrare il marito, ma viene attaccata, manipolata fino a perdere la memoria e rapita da Manfroy, intenzionato a farla sposare con Arvis, suo fratellastro, l'uno con l'altro per far resuscitare Loptous, dato che sono entrambi discendenti di Cigyun, la madre di Deirdre, che ha sangue di Loptous nelle vene, in modo così che nasca un figlio che possa ereditare il sangue maggiore di Loptous. Sigurd, nel frattempo, sospetta che gli assassini del principe Kurth siano Reptor e Lombard, quest'ultimo con un rancore verso la sua famiglia, e avrà ragione: il saggio duca di Edda, Padre Claud, pregando alla Torre di Bragi, scopre che sono loro i responsabili. Mentre si ritrova ad affrontare tutto questo, Chagall costringe Eldigan a combattere contro di lui, finché Lachesis non lo ferma e lo convince a fermare il re e ragionare con lui in modo che la questione venga risolta pacificamente, ma per tutta risposta Eldigan viene condannato a morte per decapitazione. Intanto, i pirati di Orgahil, ribellatisi alla loro leader, Brigid, cercano di ucciderla, ma Padre Claud e la sua guardia del corpo, Tailtiu di Friege, la aiutano a sconfiggere i pirati. Edain si ricongiunge quindi con Brigid, che è in realtà sua sorella, dandole l'arma leggendaria di Yngvi, l'arco Yewfelle, come prova. Dopo aver ucciso Chagall, Sigurd è sconvolto da cosa è successo a Eldigan e della situazione in cui si sta ritrovando, ma non ha tempo per pensarci, dato che l'esercito di Lombard è arrivato per catturarlo. Per fortuna, Sigurd riceve soccorso da Annand, una cavaliere pegaso al servizio della regina Lahna di Silesse e leader delle Quattro cavaliere celesti di Silesse, e scappa lì, mettendosi sotto la protezione della regina Lahna, che cerca di negoziare e dimostrare l'innocenza del figlio del duca Byron, senza successo. Dopo un anno in esilio, nel 760, Sigurd scopre che Deirdre è la figlia del principe Kurth ed è finita per sposarsi con Arvis, per poi intervenire in una guerra civile: con lui c'è Lewyn, il principe di Silesse, che per due anni aveva lasciato il regno e si era finto un bardo in segno di protesta nei confronti dei suoi zii paterni Myos e Daccar, che volevano prendersi loro il posto sul trono nonostante non avessero i requisiti, dato che solo i discendenti diretti del Crociato Ced, con sangue di Forseti, potevano ereditare il trono, e in questo caso Lewyn. Durante la guerra civile, l'esercito si scontra con due cavaliere pegaso traditrici delle quattro cavaliere celesti, Dìthorba e Pamela, mentre Annand viene uccisa quando Andrey interviene in aiuto della fazione contro Lewyn. In primavera, per non mettere in pericolo Silesse, Sigurd va a cercare suo padre, ferito gravemente presso il confine, e riceve da lui la leggendaria spada Tyrfing prima che Byron muoia. Nel corso dello scontro, noto come la Battaglia di Belhalla, durante il 761, Oifey e Shannan scappano e portano con loro il piccolo Seliph a Isaach sotto ordine di Sigurd. Ethlyn e Quan, che hanno avuto due figli, Altena e Leif, tornano con un esercito e portano con loro Altena, ma vengono uccisi in battaglia assieme ai loro rinforzi nel Deserto di Aed, evento noto come il Massacro di Aed, mentre la figlia viene rapita, e Arvis, manipolato da Manfroy, discute su come fermare l'esercito di Sigurd. Aida, generale dell'ufficio del ducato di Velthomer, affronta Sigurd assieme all'esercito di Reptor nella battaglia di Belhalla, ma poi, per piano di Arvis, prima tradisce gli alleati e poi attira il Lord in una trappola. Con l'accusa di tradimento, gran parte dell'esercito di Sigurd viene condannato a morte con il tomo Meteora, e Arvis uccide personalmente Sigurd stesso incenerendolo con il leggendario tomo Valflame.
A Isaach, Oifey diventa una figura paterna per Seliph e i figli di coloro che erano parte dell'esercito di Sigurd, venendo sostenuto da Shannan. Allo stesso tempo, Arvis, che si era sbarazzato degli uomini al potere a Grannvale, conquista l'intero continente e ne diventa imperatore, e nel suo matrimonio incestuoso con Deirdre nascono due gemelli, Julius e Julia. Nel suo regno, dieci anni dopo, Julius, che ha sangue maggiore di Loptous, riceve da Manfroy il tomo di Loptous, che lo corrompe, e così introduce misure sempre più oppressive, come la caccia ai bambini, in cui bambini tra i sette e i tredici anni vengono sacrificati a Loptous o costretti a uccidersi a vicenda nei combattimenti delle arene, con i sopravvissuti che diventano così i nuovi soldati dell'Impero, che converte l'impero in una vera e propria dittatura. Posseduto da Loptous, Julius cerca di uccidere sua sorella a causa del suo sangue di Naga, e Deirdre teletrasporta via Julia, salvandola e sacrificando la propria vita, mentre a Isaach, il re imposto, Danann, figlio di Lombard, riduce in schiavitù la popolazione, tutto mentre Arvis, manipolato da Manfroy, non può fare nulla per fermare Julius, che lo ha ormai soppiantato. Nel 777, quindici anni da quando Arvis diventò imperatore, gli eventi si spostano nel villaggio di Tirnagog, situato nella zona settentrionale di Isaach, dove tutti ripongono le loro speranze nel leader dell'esercito di liberazione, Seliph, il figlio di Sigurd, ormai cresciuto in un giovane adulto. Spetta a lui sconfiggere Arvis e vendicare suo padre.
Durante la liberazione di Isaach, Seliph conosce la sorellastra Julia, sotto le cure di Lewyn, e gli altri figli dei soldati di Sigurd. Si dirige quindi nella provincia di Thracia per incontrarsi con suo cugino Leif, protagonista lui stesso di una rivoluzione col suo esercito per liberare Leonster, resistendo a sei mesi d'assedio durante la difesa di Leonster, ma nel corso delle ultime fasi della guerra, nel 778, Julia viene rapita, dato che è capace di sconfiggere definitivamente Loptous una volta per tutte tramite il tomo di Naga grazie al sangue di sua madre Deirdre, che è discendente di Heim, il crociato che usò il leggendario tomo di luce e la chiave è situata nel cerchietto indossato dalla madre, che Arvis affida a lei e poi chiede al vescovo Palmarch, ex servitore di Sigurd, di proteggere in segreto i bambini da sacrificare a Loptous e di dare la Tyrfing a Seliph. Dopo aver ricevuto la Tyrfing da Palmarch, il giovane uccide Arvis, vendicando l'omicidio del padre, per poi incontrare i suoi genitori sotto forma di spiriti. Nello scontro finale contro le figure di potere rimaste, Seliph scopre che Julia è la sua sorellastra, e uccidendo Manfroy, la libera dal controllo mentale a cui l'ha sottoposta, salvandola. Con il potere del tomo di Naga, Seliph e Julia riescono a uccidere Julius, e con la guerra finita, Seliph diventa re di Grannvale.

### Personaggi

#### Prima generazione
- Sigurd: Erede del ducato di Chalphy con sangue maggiore di Baldr e figlio del duca Byron. La sua diretta discendenza da Baldr gli permette di usare la leggendaria spada Tyrfing. È il Lord della prima generazione, un Lord cavaliere pre-promosso che usa spade e lance. La sua abilità è Doppio attacco. Anche se ben intenzionato, è ingenuo e tende ad agire senza pensare. Conosce Deirdre durante la guerra con Verdane e la sposa alla fine del conflitto. Insieme avranno un figlio, Seliph. Viene ucciso alla fine della prima generazione da Arvis, che lo riduce in cenere con Valflame.
- Byron: Duca di Chalphy, padre di Sigurd e Ethlyn e nonno di Seliph, Julia, Altena e Leif. Nel corso della storia è impegnato nella guerra contro Isaach, ma a causa del complotto di Lombard e Reptor, lui e suo figlio vengono incastrati per l'omicidio del principe Kurth, in realtà opera di Lombard e Reptor stessi, quando stavano per tornare. Più tardi, viene gravemente ferito al confine, ma prima di morire, riesce a dare al figlio la Tyrfing.
- Quan: Principe del regno di Leonster, ha sangue maggiore di Njörun, la co-fondatrice di Thracia assieme al fratello Dàinn e colei che usò la lancia Gae Bolg. La sua abilità è Folata. È il migliore amico di Sigurd, ed è anche suo cognato, dato che gli ha sposato la sorella Ethlyn, con la quale ha due figli, Altena e Leif, e lo zio di Seliph. Interviene assieme a Ethlyn per aiutare Sigurd durante i conflitti. Fa anche da mentore a Finn, un giovane cavaliere di Leonster. Viene ucciso alla fine della prima generazione assieme a sua moglie dai cavalieri drago di Thracia sotto il comando del re Travant, che gli ruba la Gae Bolg e rapisce la figlia.
- Ethlyn: Sorella minore di Sigurd, moglie di Quan, principessa di Leonster e zia di Seliph, è una trobador, una spadaccina a cavallo che usa i bastoni curativi e promuove in una paladina. Rispetto a suo fratello e suo padre, che sono più pigri nella vita di casa, ha sempre la testa sulle spalle, e dato che sua madre è morta quando lei e Sigurd erano piccoli, ha preso il suo posto come figura materna, facendo spesso le ramanzine a loro, ma è anche testarda. Viene uccisa assieme al marito dai cavalieri drago di Thracia mentre portava Altena con lei, e la piccola viene rapita. La sua abilità è Critico.
- Finn: Un cavaliere lancia di Leonster. Anche se giovane e inesperto, ha impressionato Quan, che gli affida la Lancia forte e il compito di prendersi cura di suo figlio Leif. Alla morte di Quan, Finn diventa tutore di Leif e Nanna e poi aiuta l'esercito di Seliph. È l'unico personaggio a essere giocabile in entrambe le generazioni. Le sue abilità sono Doppio attacco e Miracolo.
- Naoise: Un cavaliere di Chalphy che promuove in un paladino. Le sue abilità sono Critico e Carica. Prende molto sul serio i suoi doveri di cavaliere, per cui si rifiuta di far combattere Sigurd da solo. Muore nella Battaglia di Belhalla assieme a gran parte dei suoi compagni.
- Alec: Un cavaliere di Chalphy che promuove in un paladino e il migliore amico di Naoise. Le sue abilità sono Doppio attacco e Vuoto. È più spensierato di Naoise, e ama le belle donne. Tende anche a scherzare, prendendo in giro Arden per la sua mancanza di velocità. Muore nella Battaglia di Belhalla.
- Arden: Un cavaliere armigero di Chalphy che promuove in un generale. La sua abilità è Vantaggio, e ottiene Ultradifesa dopo la promozione. È forte e affidabile, ma è spesso preso in giro, soprattutto da Alec, per la sua incapacità di agire velocemente, cosa che lo frustra. Odia essere chiamato lento, e le derisioni che riceve da Alec lo hanno reso geloso di lui, notando che è più veloce e affascinante, ma nutre rispetto nei suoi confronti e vorrebbe essere come lui. Se si sposa, la sua famiglia sono la sua ragione per continuare a combattere. Muore nella Battaglia di Belhalla.
- Lex: Figlio di Lombard, duca di Dozel, ha sangue minore di Nàl ed è un cavaliere ascia. Anche se suo padre detesta la casata Chalphy, Lex si allea con Sigurd ed è noto come un ribelle per la casata a cui appartiene, detestando la sete di potere di suo padre e altri membri della famiglia. Le sue abilità sono Vantaggio e Duplex. Muore nella Battaglia di Belhalla.
- Azelle: Un nobile della casata di Velthomer, è il fratellastro di Arvis e migliore amico di Lex. È un mago fuoco studioso ma timido con sangue minore di Fjalar, e ha una cotta per Edain. Anche se non gli piace combattere, si unisce all'esercito di Sigurd di nascosto per salvare Edain. La sua abilità è Doppio attacco. Promuove in un cavalier mago. Non si sa se è sopravvissuto alla Battaglia di Belhalla.
- Midir: Un cavaliere arco di Yngvi. Viene ferito gravemente quando Edain viene rapita e si unisce all'esercito di Sigurd per salvarla. È molto devoto a Edain ed è innamorato di lei. Le sue abilità sono Doppio attacco e Carica. Muore nella battaglia di Belhalla.
- Arvis: Duca di Velthomer con sangue maggiore di Fjalar, che gli permette di usare il tomo di fuoco Valflame, e sangue minore di Loptous, non ha cattive intenzioni, ma nella lotta al potere si mostra spietato, arrivando anche a uccidere Sigurd e il suo esercito. Quando diventa imperatore, tuttavia, tutto finisce fuori controllo a causa del figlio Julius, avuto dal matrimonio con Deirdre, che trasforma il suo impero in un regime dittatoriale e poi lo despota. Incapace di fermarlo, Arvis cerca di aiutare Julia e Seliph a sconfiggerlo, dando alla prima il cerchietto della madre per farle ottenere il tomo di Naga prima che venisse usata da Manfroy e dai suoi seguaci contro Seliph, al quale affida invece la Tyrfing chiedendo a un uomo di consegnargliela, poi, ormai un uomo infranto, combatte contro Seliph e si fa uccidere. La sua abilità è Folata. Non è giocabile ma offre sostegno nel prologo, dove dà a Sigurd una spada d'argento.
- Edain: Una nobile di Yngvi con sangue minore di Ullr, figlia di Lord Ring e amica d'infanzia di Sigurd e Ethlyn. Viene rapita dai banditi capeggiati dal principe Munnir di Verdane, che voleva sposarla, ma viene liberata dal fratello di lui, Jamke, che la fa scappare. È gentile e aggraziata, ma ha anche una forte volontà: originariamente doveva diventare cavaliere, ma è diventata una chierica per cercare sua sorella Brigid, rapita dai pirati da bambina. Si sposa e ha due figli, Lester e Lana. Sopravvive alla Battaglia di Belhalla e diventa la badessa di Tirnagog e una figura materna per Seliph e gli altri personaggi della seconda generazione.
- Dew: Un giovane ladro di Verdane che era stato arrestato per aver cercato di derubare il castello di Marpha, ma viene liberato da Jamke su insistenza di Edain e le fa da scorta durante la fuga. Ha un atteggiamento positivo e apprezza la sua vita da ladro, ma cerca di coprire i suoi furti se necessario e sente il bisogno di sdebitarsi con Jamke. Oltre alla sua abilità innata da ladro di rubare l'oro dai nemici che colpisce grazie all'abilità Furto, ha come abilità personali Affare e Sole, e ottiene Doppio attacco dopo la promozione. Muore nella Battaglia di Belhalla.
- Ayra: Principessa di Isaach, sorellastra del principe Mariccle e zia dell'erede al trono, il principe Shannan. Ha sangue minore di Odo ed è una principessa guerriera. Quando Shannan viene catturato, Ayra viene costretta a combattere per Verdane, ma si unisce all'esercito di Sigurd quando libera Shannan. È un'abile spadaccina con le abilità Doppio attacco, Vuoto e Astra, ed essendo un mirmidone, promuove in un mastro spada, ottenendo l'abilità Folata. Essendo il primo mirmidone effettivo, ispirato a Nabarl, mercenario giocabile in Shadow Dragon and the Blade of Light e Mystery of the Emblem, Ayra porta le basi dei mirmidoni e dei mastri spada dei giochi successivi, come Mia di Path of Radiance. Sposandosi, avrà due gemelli, entrambi mirmidoni come lei, Larcei e Scáthach, ma scompare dopo la Battaglia di Belhalla, probabilmente morta.
- Jamke: Il principe cadetto di Verdane, è costretto a combattere contro Sigurd a causa dello stregone nero Sandima, che ha manipolato suo padre, ma dopo che ha fatto fuggire Dew e Edain, quest'ultima lo convince a unirsi a Sigurd. È un arciere che promuove in un tiratore e le sue abilità sono Doppio attacco, Folata e Carica. Muore nella Battaglia di Belhalla.
- Deirdre: Una sciamana che viveva nel Bosco degli spiriti a Verdane, è specializzata nell'uso della magia di luce. Ha sangue maggiore di Naga dal padre, il principe Kurth, discendente diretto di Santo Heim, e sangue minore di Loptous dalla madre Cigyun, morta di parto. Dopo che Sigurd la salva da un bandito, si innamorano perdutamente, sposandosi dopo la vittoria su Verdane. Nel corso dei mesi, rimane incinta, e tra la prima sconfitta di Chagall e il suo ritorno, dà alla luce un figlio, Seliph. Tuttavia, mentre Sigurd è impegnato ad affrontare una ribellione per affrontare Chagall per la seconda volta, Deirdre lascia il castello di Agusti per incontrarsi con lui, ma viene rapita da Manfroy per farla sposare col fratellastro Arvis, anche lui con sangue di Loptous. Perde così la memoria, e dopo le nozze con Arvis, è costretta a guardare mentre Sigurd viene incenerito da Arvis stesso. Dal matrimonio con Arvis nascono due gemelli, Julius e Julia. Il primo, a causa del tomo di Loptous, impazzisce e cerca di uccidere la sorella a causa del suo sangue di Naga e della sua capacità di maneggiare il tomo di Naga, e Deirdre sacrifica la propria vita per portare Julia in salvo. La sua abilità è Vuoto, e il suo cerchietto, che ha la chiave per il tomo di Naga, le fornisce anche Guarigione e Miracolo.
- Chulainn: Nobile di Sophara con sangue minore di Odo, è un mercenario e gladiatore nell'arena. Si unisce all'esercito di Sigurd nel Capitolo 2 se viene sconfitto nell'arena. È lontanamente imparentato con Ayra e la conosce dall'infanzia. Le sue abilità sono Doppio attacco e Luna ed è un mirmidone che promuove in un eroe. Muore nella battaglia di Belhalla.
- Lachesis: Principessa di Nordion, un regno di Agustria, ha sangue minore di Hoðr ed è amica di Sigurd. Sarcastica e con una forte volontà, Lachesis ha una fortissima ammirazione per il suo fratellastro, Eldigan, al punto che vuole sposarsi solo con chi ritiene degno di lui. Detesta il re di Agustria, Chagall. Combatte con la spada e può usare i bastoni curativi, ma se promuove in mastro cavaliere, sarà a cavallo e potrà usare tutte le armi ad eccezione delle magie d'oscurità e delle armi sacre e alcune magie di luce. La sua abilità è Malia, e ottiene Doppio attacco dopo la promozione. Sposandosi, avrà due figli, Diarmuid, uno spadaccino cavaliere, e Nanna, una trobador, entrambi apparsi in Thracia 776, dove Diarmuid usa una spada appartenuta al padre, Beowolf. Sopravvive alla battaglia di Belhalla ma viene separata dal figlio e lo cercherà nel deserto di Yied, dove scompare. Prima di andarsene lascia però alla figlia una lettera di Eldigan rivolta al figlio Ares affinché gliela possa mandare. Secondo le note di Shouzou Kaga, Lachesis è scomparsa perché a differenza degli altri compagni, non viene uccisa e pietrificata, ma rapita, e passa gli anni di prigionia a proteggere i bambini prigionieri, ma quando Seliph vince la guerra, riconosce il figlio Diarmuid, ormai adulto, e si ricongiunge a lui e Nanna.
- Eldigan: Il re di Nordion, capo dei Cavalieri della Croce, fratellastro di Lachesis e amico di Sigurd e Quan. Ha sangue maggiore di Hoðr, che gli permette di usare la spada Mystletainn. Quando Grannvale occupa Agustria e i governatori causano problemi, Eldigan manda i suoi cavalieri e si scontra con Sigurd, ma Lachesis lo spinge a rinunciare e convincere Chagall, che lo ha spinto a farlo, a smettere, ma come risultato viene condannato a morte e decapitate. Suo figlio Ares crederà che sia stato Sigurd a ucciderlo e vorrà vendicarsi contro Seliph, ma quest'ultimo lo ferma, convincendolo a unirsi a lui, e dopo aver ricevuto una lettera del padre da sua cugina Nanna, scopre la verità. Eldigan non è giocabile, ma appare brevemente come alleato nel Capitolo 1 e temporaneamente come nemico nel Capitolo 3.
- Lewyn: Un mago vento con sangue maggiore di Forseti e il principe di Silesse, ma i suoi zii Myos e Daccar, che volevano prendere il trono pur non avendo la discendenza dal crociato Ced e che non accettavano la sua presenza, hanno iniziato una guerra civile, il che lo ha spinto ad abbandonare la sua patria in segno di protesta per due anni, facendosi passare per un bardo. Si unisce poi all'esercito di Sigurd, si rappacifica con la madre, la regina Lahna, e ottiene il tomo di Forseti, ma muore nella Battaglia di Belhalla, ucciso da Manfroy. Forseti, tuttavia, lo fa resuscitare e lo possiede, e dopo un po' di tempo come re di Silesse assieme a Erinys, un cavaliere pegaso della quale si innamora e che sposa, scompare, non potendo tornare alla sua vecchia vita a causa della sua possessione da parte di Forseti. Aiuta poi il figlio di Sigurd, Seliph, occupandosi della figlia di Deirdre, Julia. Le sue abilità sono Folata e Critico.
- Silvia: Una ballerina con sangue minore di Bragi. Orfana da piccola, imparò a ballare dal suo padre adottivo, che però la picchiava spesso, spingendola a scappare di casa. Dopo aver conosciuto Lewyn, lo aiuta a salvare i villaggi e si unisce all'esercito di Sigurd. È allegra e testarda, ma anche civettuola e insicura riguardo al romanticismo. Sposandosi, avrà due figli, Lene, una ballerina come lei, e Coirpre, un sacerdote, e dopo essere sopravvissuta alla Battaglia di Belhalla, li lascia in un orfanotrofio a Dahna e scompare. Come ballerina, può dare un turno extra alle quattro unità adiacenti che hanno già agito, e come abilità ha Folata e Miracolo.
- Beowolf: Un mercenario schierato da Macbeth di Agustria assieme al suo amico Waltz per combattere contro Sigurd, ma si unisce invece a lui dopo essere stato pagato. Pur essendo un mercenario, giudica profondamente i suoi datori di lavoro ed disposto ad andarsene se è in disaccordo con loro. Conosce Eldigan di Nordion, e su sua richiesta si occupa della sorella di lui, Lachesis, che poi sposa, avendo con lei un figlio, Diarmuid. Le sue abilità sono Doppio attacco e Carica, ed è uno spadaccino a cavallo che promuove in ranger, il che gli fa ottenere anche l'abilità Folata. Muore nella battaglia di Belhalla.
- Erinys: Una cavaliere pegaso di Silesse inviata dalla regina per cercare il principe Lewyn, ma viene ingannata da Chagall, che le dice che è prigioniero nel castello di Evans. Lewyn la raggiunge, spingendola così a unirsi all'esercito di Sigurd, poi prende parte alla guerra civile di Silesse, dove sua sorella Annand, una dei quattro cavalieri celesti del regno, viene uccisa assieme alla sua squadra durante lo scontro con la traditrice Pamela. In seguito alla guerra civile, Lewyn e Erinys si sposano e hanno due figli: Ced, un mago vento che compare anche in Thracia 776, e Fee, una cavaliere pegaso. Sopravvive alla Battaglia di Belhalla e diventa regina di Silesse, ma muore di malattia mentre Ced è alla ricerca del padre. Può usare fin da subito lance e spade, ha l'abilità Doppio attacco e promuove in un cavaliere falco, ottenendo l'abilità Folata e la possibilità di usare i bastoni curativi.
- Brigid: Una nobile di Yngvi, è la sorella gemella maggiore di Edain e ha sangue maggiore di Ullr, rendendola così l'erede dell'arco Yewfelle. Venne rapita dai pirati di Orgahil all'età di cinque anni e adottata dal capo di essi, succedendogli da adulta, ma un giorno, si ribellano a lei perché non voleva che attaccassero i villaggi e tentano di ucciderla. Si ricongiunge con sua sorella, che le dà l'arco Yewfelle, riportandole la memoria della sua infanzia. Si allea con l'esercito di Sigurd, sopravvive alla Battaglia di Belhalla e ha due figli, Febail e Patty, ma perde la memoria. In Thracia 776 compare come Eyvel, una mastro spada con un ruolo materno verso Leif e gli altri soldati, ma nel 785, sette anni dopo la vittoria di Seliph e Leif nella Guerra Sacra, recupera la memoria e si ricongiunge con i figli, ora adulti e regnanti del ducato di Yngvi. È una temibile arciera e la sua abilità è Doppio attacco.
- Claud: Padre Claud è il duca di Edda, con sangue maggiore di Bragi, il che lo rende lontanamente imparentato con Silvia, che gli ricorda molto sua sorella, scomparsa dopo essere stata rapita. Il suo Sangue Sacro lo rende capace di usare il bastone Valchiria, capace di resuscitare i morti con molta quintessenza, per cui può far riportare in vita i membri dell'esercito morti, ma il bastone si rompe subito dopo l'uso. Un saggio sacerdote, Claud scopre, pregando alla torre di Bragi, i veri responsabili dell'omicidio del principe Kurth, aiutando Sigurd e il suo esercito, ma avendo previsto la sua morte nella battaglia di Belhalla, si rassegna al suo destino e si fa uccidere.
- Tailtiu: Una maga tuono e nobile della casata Freege con sangue minore di Thrud, la guardia del corpo di Claud e amica d'infanzia di Azelle e Lex. È allegra ed energetica, ma è in realtà insicura su cosa fare, dato che suo padre, il duca Reptor, le vuole bene ma è un dittatore assetato di potere che ha cospirato con Lombard per uccidere il principe Kurth, e mentre si unisce all'esercito di Sigurd, sente così di potersi confidare solo con Azelle. Non riesce a convincere il padre che si sbaglia su cosa sta facendo e lui muore in seguito mentre combatte contro Sigurd e il suo esercito, facendola sentire in colpa. Sopravvissuta alla Battaglia di Belhalla, Tailtiu ha due figli, Tine e Arthur, e scappa a Silesse per crescerli, ma dopo qualche anno, viene catturata dalle truppe di suo fratello Bloom e abusata fisicamente e verbalmente dalla perfida cognata Hilda per essere una traditrice, perdendo i contatti con Arthur e subendo tutto per proteggere la figlia ed evitare che le subisca anche lei, ma ciò la trasforma poi in una donna disperata e perde la voglia di vivere, passando giornate intere a piangere e morendo di abusi, malattia e depressione. Se promuove in una maga guerriera, potrà usare magie di fuoco e vento, bastoni e perfino le spade e otterrà Folata.

#### Seconda generazione
- Seliph: Il figlio di Sigurd e Deirdre e capo dell'esercito di liberazione, cresciuto a Tirnagog sotto le cure di Shannan e Oifey. Orfano del padre a un anno e mezzo circa e poi della madre, Seliph è un ragazzo di buon cuore, ma è più cauto dei suoi genitori. Anche se tutti ripongono in lui le sue speranze, è umile e nasconde un lato insicuro, dato che la guerra non gli piace, e afferma che a volte non riesce a dormire la notte. Ha sangue di Baldr maggiore e l'abilità Doppio attacco dal padre e sangue di Naga minore e l'abilità Vuoto dalla madre, e può usare la Tyrfing. Dopo la sconfitta di Julius, entra trionfante a Belhalla e diventa re di Grannvale.
- Lana: La figlia minore di Edain. Amica d'infanzia di Seliph, dato che è cresciuta con lui e alcuni dei figli dei soldati di Sigurd, prova qualcosa per lui. È una chierica con sangue minore di Ullr, proprio come sua madre, e anche se spaventata dagli eventi, ha la forza di combattere contro la crudeltà dell'Impero.
- Scáthach: Figlio di Ayra. Solitamente non esita a combattere, ma dato che l'esercito di Seliph inizia a combattere prima che Shannan e Oifey tornino, è esitante a combattere, ed è anche più cauto rispetto a sua sorella. Promuove in un eroe.
- Larcei: Figlia di Ayra e sorella gemella minore di Scáthach. Ha una personalità molto simile a sua madre, una guerriera impetuosa e testarda. Crede fermamente che sua madre sia ancora viva e ha una forte ammirazione per il principe Shannan. Promuove in una mastro spada, proprio come sua madre.
- Oifey: Il tattico dell'esercito di Sigurd, anche se ha solo quattordici anni all'inizio del gioco. Orfano da piccolo, è cresciuto con lui come un fratello, ed è lontanamente imparentato con lui a causa del suo sangue di Baldr minore. Durante la battaglia di Belhalla, Sigurd gli ordina di scappare assieme a Shannan e portare Seliph ad Isaach, dove aiuta Edain a crescere i figli dei soldati di Sigurd, diventando il loro mentore, specialmente verso Diarmuid, e una sorta di secondo padre per Seliph. È un paladino già promosso che usa spade e lance. Da ragazzo era devoto a Sigurd, facendogli da consigliere, ma da adulto, si sente in colpa per averlo dovuto lasciare indietro, anche se è ciò che avrebbe voluto, e a distanza di diciassette anni, non riesce ancora a perdonarsi per questo, arrivando anche a piangere davanti a Seliph.
- Diarmuid: Il figlio di Lachesis, è il principe di Nordion. Appare anche in Thracia 776, dove è implicito che suo padre è Beowolf e che ha un fratellastro, Fergus. Uno spadaccino a cavallo che ha imparato a combattere dal suo mentore, Oifey, e ha aiutato l'esercito di Leif nelle fasi finali della difesa di Leonster.
- Lester: Figlio di Edain e fratello maggiore di Lana. Cresciuto da Oifey come un padre, è un cavaliere arco con sangue di Ullr cauto e responsabile, ma anche protettivo di sua sorella. Ha anche un lato malizioso che mostra verso sua cugina Patty.
- Julia: La principessa di Grannvale, figlia di Deirdre attraverso l'incestuoso e forzato matrimonio con Arvis, sorella gemella minore di Julius e la sorellastra di Seliph. Orfana della madre da bambina, viene trovata da Lewyn e messa sotto le cure di Seliph, che le promette di proteggerla. Ha sangue maggiore di Naga dalla madre e sangue minore di Fjalar dal padre, e come sua madre è una sacerdotessa luce capace di usare i bastoni, ma può anche promuovere in un saggio. La sua abilità personale è Doppio attacco, ma eredita anche Vuoto dalla madre e Folata dal padre. Julia è inizialmente timida e taciturna a causa della sua amnesia, ma diventa gradualmente più sicura durante la lotta, facendo anche amicizia con Lana, ed è piuttosto perspicace. Aiuta il fratellastro Seliph nella lotta contro l'Impero, ma verso la fine viene rapita e ipnotizzata da Manfroy prima che Seliph, uccidendolo, la liberi dal suo controllo. Tramite la sua arma leggendaria, il tomo di Naga, è essenziale per sconfiggere suo fratello. Dopo la vittoria contro Julius, prende il suo posto come principessa imperiale.
- Fee: Figlia di Erinys e principessa di Silesse. È una cavaliere pegaso in addestramento partita per incontrare suo fratello Ced, andato alla ricerca del padre, che in Thracia 776 è confermato essere Lewyn, il che significa che ha sangue minore di Forseti. Ottimista in varie circostanze, ha una tendenza a sognare a occhi aperti, e come sua madre, non esita ad aiutare chi ha bisogno di aiuto. Ha chiamato la sua pegaso Annand in onore di sua zia, uccisa durante la guerra civile anni prima.
- Arthur: Il figlio di Tailtiu, separato dalla madre. È un mago tuono a causa del sangue minore di Thrud ereditato da sua madre, ma è cresciuto a Silesse, imparando a usare la magia di vento. A causa del suo passato e di ciò che è successo a sua madre e a sua sorella Tine, è cinico e distante, in contrasto con la sua amica Fee, che lo ha accompagnato prima che si unissero all'esercito di Seliph, ma è di buon cuore e protettivo di sua sorella.
- Iuchar: secondo figlio di Danann, ha sangue minore di Nàl. Sia lui che suo fratello Iucharba hanno una cotta per Larcei (o Creidne se Ayra è morta o non si è sposata entro la fine del capitolo 5), che può reclutare uno di loro. È una sorta di romantico che parla in stile poetico e non concorda con le visioni del padre, in particolare le cacce ai bambini. È un cavaliere ascia e la sua abilità è Vantaggio. Se uno dei due fratelli viene reclutato, l'altro rimarrà un nemico.
- Iucharba: terzo figlio di Danann. È più focoso in combattimento rispetto al fratello e meno insistente nella sua cotta con Larcei/Creidne, ma entrambi concordano sulle loro credenze. Come Iuchar, combatte con l'ascia, ma la sua abilità è Carica, le sue statistiche di base sono più alte ed è un lottatore anziché un cavaliere ascia, promuovendo in un guerriero capaci usare anche gli archi Le crescite  dei fratelli sono le stesse, ma Iucharba si concentra più sull'abilità, mentre Iuchar ha più velocità.
- Shannan: Il figlio del principe della corona di Isaach Mariccle, cresciuto da sua zia Ayra dopo che suo padre è morto in guerra, incontrando poi Sigurd e Oifey e facendo amicizia con quest'ultimo. Un paio di anni dopo, è scappato ad Isaach assieme a Oifey con Seliph su richiesta di Sigurd, facendogli da mentore. Dato che ha sangue maggiore di Od, può usare la leggendaria spada Balmung, che è andato a cercare dopo essere diventato adulto, incontrando Patty. In contrasto con Larcei, è riservato e stoico, affermando che questo modo di comportarsi è per non farsi sopraffare dalla Balmung, ed è anche disciplinato e paziente. Crede anche che l'arma non faccia il combattente. È un mastro spada prepromosso con le abilità personali Doppio attacco, Folata e Astra.
- Patty: La figlia di Brigid, è una ragazza con sangue di Ullr minore cresciuta in un orfanotrofio a Connacht con il fratello Febail, ed entrambi si sono presi la responsabilità di prendersi cura degli orfanelli. Patty si è controvoglia rivolta al furto ed è diventata una ladra per ottenere i fondi per sostenere l'orfanotrofio e prendersi cura degli altri bambini orfani. Anche se sa che ciò che fa la mette a rischio, soprattutto con le voci su di lei, lo fa solo perché sente di non avere altra scelta e affronta tutto a testa alta. Dopo un furto fallito in un magazzino, è stata convinta da una sua amica d'infanzia, Liina, a cercare di razziare l'altare dove si trova la Balmung per poterla dare a Shannan e rubare l'oro ai Loptiriani per sostenere l'orfanotrofio, ma Liina venne ferita a morte, spingendola a lasciare la missione e riprovare più tardi in suo onore. È una grande ammiratrice del principe Shannan ed è anche un'ottima cuoca. Non sapeva che sua madre era una nobile di Yngvi, ma lei e suo fratello lo scoprirono da Lewyn.
- Leif: Figlio di Ethlyn e Quan, cugino di Seliph e principe di Leonster. Orfano a causa del Massacro di Aed, lui e la sua amica d'infanzia Nanna sono stati cresciuti dal suo tutore, Finn. Guidò un esercito di liberazione prima di conoscere Seliph, e poi si è unito al suo esercito. È un principe con sangue minore di Baldr e Njörun e le abilità Critico e Folata, ereditate rispettivamente da sua madre e suo padre, combatte con la spada e promuove in mastro cavaliere. La spada a lui associata, la spada di luce, apparteneva a sua madre.
- Nanna: La principessa di Nordion, figlia di Lachesis, sorella minore di Diarmuid e amica d'infanzia di Leif, è stata cresciuta da Finn assieme a lui dopo che sua madre scomparve quando andò a cercare Diarmuid. È una curatrice a cavallo e ha una personalità determinata e testarda come sua madre, dalla quale ha ereditata anche il suo carisma.
- Ares: Figlio di Eldigan. Rimasto orfano da piccolo, è stato adottato da un mercenario, Javarro, al quale però si è ribellato dopo aver scoperto che la sua amica Lene è stata imprigionata. Credendo che suo padre sia stato ucciso da Sigurd, è inizialmente intenzionato a vendicarsi contro Seliph, ma quando quest'ultimo gli spiega che i loro padri erano amici da tempo, rimane scioccato e si allea controvoglia con lui per salvare Lene, ma mantiene le sue convinzioni. Tuttavia, tutto cambia dopo aver incontrato Nanna, che gli invia una lettera di Eldigan indirizzata a lui e affidata da Lachesis alla figlia, spiegandogli che Sigurd non aveva mai tradito Eldigan, spingendolo a schierarsi definitivamente dalla parte di Seliph.
- Lene: La figlia di Silvia. Quando aveva due anni, sua madre la lasciò in un orfanotrofio a Dahna assieme al fratello Coirpre e sparì senza lasciare traccia. È una ballerina come la madre ed è una buona amica di Ares, ma viene catturata e quasi stuprata dal conte di Darna Bramsel, che la voleva come sua ballerina personale. Lene mostra una personalità allegra, ma ha una visione del mondo cinica e realista, nasconde un lato insicuro perché la madre l'aveva abbandonata e la sua professione come ballerina è spesso vista con pregiudizio.
- Tine: Figlia di Tailtiu e sorella minore di Arthur. Nata a Silesse, lei e sua madre vennero rapite e separate da Arthur, e subì così abusi e maltrattamenti da parte della sua sadica e malvagia zia Hilda. Tailtiu, per proteggere la figlia, subì la maggior parte di ciò, morendo di abusi e malattia e traumatizzando la piccola Tine, che come ricordo della madre ha solo un ciondolo, ma i suoi cugini e figli di Hilda, Ishtar e Ishtore, erano gentili con lei, per cui aveva un buon rapporto con loro. Costretta a combattere contro i ribelli da suo zio Bloom, ruppe definitivamente i ranghi per unirsi all'esercito di Seliph su richiesta del fratello, che ha il suo stesso ciondolo. Il passato di Tine l'ha inizialmente resa timida e sottomessa, ma è diventata più forte e determinata. Ancora prima di unirsi a Seliph e Arthur, agì di nascosto per aiutare gli oppressi, mostrando la sua natura gentile.
- Febail: Figlio di Brigid e fratello maggiore di Patty. Dato che ha sangue maggiore di Ullr, ha ereditato dalla madre l'arco leggendario Yewfelle. Cresciuto in un orfanotrofio a Connacht assieme alla sorella, è diventato un mercenario per raccogliere i fondi per sostenere l'orfanotrofio in cui è cresciuto. Tuttavia, finì per unirsi all'esercito di Bloom e venne spinto a disertare da Patty per combattere con lei e Seliph. Ha un cuore d'oro, occupandosi degli orfani come un fratello maggiore ed è protettiva sia di sua madre sia di Patty, disapprovando il fatto che si sia rivolta al furto e al punto di picchiare chi insulta la madre perché era cresciuta come una piratessa.
- Ced: Fratello maggiore di Fee e figlio di Erinys e Lewyn, è un potente e valoroso saggio vento che ha lasciato Silesse per cercare il padre scomparso. È chiamato in onore del suo antenato, il crociato che usò il leggendario tomo Forseti, e ha sangue maggiore di Forseti. Anche se ha lasciato la madre malata, vive per aiutare gli altri, desiderando un futuro libero dalla guerra, ma non si ritiene un eroe.
- Hannibal: Un valoroso generale di Thracia devoto al suo lavoro, ha fornito assistenza a Leif durante la sua guerra. Tuttavia, viene ricattato da re Travant per combattere contro l'esercito di Seliph, dato ha imprigionato il suo figlio adottivo Coirpre, minacciando di ucciderlo se non collabora. Tuttavia, eludendo il suo esercito, Seliph riesce a salvare Coirpre, che lo spinge a combattere assieme a Seliph. Le sue abilità sono Vantaggio, Folata e Ultradifesa. Ha un forte senso dell'onore e spesso ha disobbedito agli ordini per proteggere gli altri, rendendolo molto amato dal popolo. Anche se non si è mai sposato, ha adottato Coirpre e lo ha cresciuto come fosse suo figlio.
- Coirpre: Figlio di Silvia e fratello minore di Lene. Non conosce sua sorella perché ha passato gran parte della sua vita separato da lei: è stato infatti adottato dal generale Hannibal. Tuttavia, Travant lo fa rapire, minacciando di ucciderlo se Hannibal non combatte contro Seliph e il suo esercito. Seliph riesce però a salvare il ragazzo, che convince il padre adottivo a combattere assieme a loro. Ha sangue minore di Bragi, rendendolo così lontanamente imparentato con uno dei suoi possibili padri biologici, Claud, ed è diventato così un sacerdote della chiesa di Santo Bragi. È un ragazzo gentile e altruista e ha un forte legame con il padre adottivo. Coirpre ha anche un ruolo minore in Thracia 776, dove è uno dei bambini catturati nella caccia ai bambini e viene salvato da Leif, al quale poi affida un bastone di teletrasporto per restituirgli il favore.
- Altena: Sorella maggiore di Leif e figlia di Quan e Ethlyn, è la principessa perduta di Leonster, con sangue maggiore di Njörun, che le permette di usare la Gae Bolg, la lancia leggendaria di suo padre, e sangue minore di Baldr.  Ethlyn inizialmente non voleva portarla con sé quando dovevano aiutare Sigurd, ma cedette perché la figlia continuava a piangere, e rimasta orfana nel Massacro di Aed a tre anni d'età, venne rapita da Travant, che prese la Gae Bolg e la crebbe come sua figlia assieme al suo figlio biologico Arion, che ha sangue di Dàinn e può usare la lancia Gungnir. Diciassette anni dopo, si rifiuta di prendere parte alla guerra per non mettere in pericolo i civili, ma è costretta a obbedire, e durante l'invasione di Thracia da parte di Seliph, combatte contro l'esercito di liberazione, ma Leif, che aveva sentito di Altena attraverso Finn, la spinge a non combattere. Dubbiosa, Altena torna da Travant, chiedendogli spiegazioni, scoprendo così che i suoi genitori biologici erano stati uccisi da lui, così la ragazza si ribella e raggiunge il cugino Seliph, unendosi al suo esercito e combattendo assieme a lui e al fratello. Durante le fasi finali della guerra convince poi Arion e il suo esercito ad allearsi con lei e Seliph. In contrasto con il padre adottivo, si rifiuta di mettersi contro i civili, odia gli inganni e non esita a criticare la sua ideologia, mostrandosi una donna gentile ma dalla forte volontà. È anche una figura materna per Coirpre. È un cavaliere drago che combatte su una viverna, tipico dell'esercito di Thracia, e dopo la promozione diventa un Lord viverna. Ha le abilità Critico e Folata dei genitori e ottiene Doppio attacco dopo la promozione.

## Modalità di gioco
Numerose caratteristiche particolari sono presenti in Seisen no Keifu, alcune delle quali uniche, mentre altre sono state ripresentate negli altri giochi della serie.

### Triangolo delle armi e Triade della Magia
Una delle caratteristiche più famose della serie, il triangolo delle armi, viene per la prima volta inserita in Seisen no Keifu, per poi essere sempre presente. Le armi usate, ovvero spade, lance e asce, influenzeranno la precisione dell'utilizzatore in base all'arma che si usa e a quella usata dal nemico, in modo simile alla morra cinese: spada batte ascia, ascia batte lancia e lancia batte spada. Gli archi non ne risentono, ma hanno delle proprie caratteristiche, dato che infliggono sempre colpi critici contro i nemici in aria, ossia i cavalieri pegaso e i cavalieri drago, ma gli arcieri non possono attaccare a distanza ravvicinata. Anche i tomi magici ne sono influenzati, tramite un triangolo separato, la Triade della Magia, che incrementa o riduce la precisione della magia su un nemico che usa un altro tomo: fuoco batte vento, vento batte tuono e tuono batte fuoco. Sono anche presenti i tomi di luce e oscurità, neutrali contro l'altro ma forti contro tutti i tomi elementali. Inoltre, il livello arma non è più una statistica che incrementa casualmente salendo di livello, ma ogni unità ha un livello arma fisso che va da C ad A e sale ulteriormente a ★ (o S) con un Sangue Sacro maggiore.

### Castelli
Il capitolo inizia con alcune unità all'interno di un castello, e i castelli sono essenziali nel gameplay: il giocatore dovrà infatti farsi strada lungo la mappa per sconfiggere i boss e conquistare i loro castelli e allo stesso tempo proteggere il proprio, possibilmente anche mettendo un'unità a guardia di esso. Infatti, oltre alla comune condizione di sconfitta che si verifica quando Sigurd e suo figlio Seliph, i Lord del gioco, muoiono in battaglia, se il nemico conquista il castello iniziale, sarà Game Over e si dovrà ricominciare dall'ultimo punto di salvataggio. Dai castelli si può far avvenire il cambio di classe per chi lo può fare e sono presenti le città, dove si possono riparare le armi, andare all'arena, immagazzinare, vendere o comprare oggetti oppure scambiarli tra le unità. Nei castelli si potrà anche parlare con un indovino per controllare le relazioni tra i personaggi.

### Amore, gelosia, relazioni, Sangue Sacro ed eredità
Numerose unità della prima generazione possiedono un "Sangue Sacro", ovvero il sangue ereditato dai Crociati, protettori del continente di Jugdral. Il sangue dei crociati aumenta l'aumento di alcune statistiche dell'unità, che possono variare in base a sangue "maggiore" o "minore" e al sangue del Crociato. Personaggi come Lewyn, che ha sangue maggiore di Forseti, o Brigid, sangue maggiore di Ulir, possono usare in combattimento armi sacre, superiori a qualsiasi altra arma del genere: ad esempio il tomo del vento Forseti, l'arco Yewfelle o la lancia Gae Bolg. Il Sangue Sacro fornisce un miglioramento delle crescite in certe statistiche, e la crescita in esse è raddoppiata per chi ha sangue sacro maggiore, Aumenta anche i livelli arma dell'arma rappresentata (da C ad A o a una stella se l'unità ha sangue maggiore). La promozione può fornire accesso a nuove armi o abilità e/o aumentare i livelli arma, che indicano i tipi di arma utilizzabili dalle unità, ma a differenza dei capitoli successivi, essi non migliorano con l'uso delle armi armi.
I personaggi possono innamorarsi e sposarsi, e i due figli dei personaggi della prima generazione saranno protagonisti della seconda generazione. Questa meccanica è dovuta al nuovo sistema d'amore, una versione primitiva del sistema di sostegno dei giochi successivi, influenzata dai punti amore, una meccanica indiretta: quando un personaggio di sesso femminile e un certo personaggio maschile sono presenti in battaglia, i punti amore tra le possibili coppie aumentano a ogni turno fino al turno 50, di solito di 2 o 3 punti, e ne otterranno altri 5 se sono in spazi adiacenti alla fine del turno. Le conversazioni tra i capitoli possono fornire un aumento alle statistiche di un personaggio o fanno sì che riceva una certa arma, ma alcune di esse forniscono diversi punti amore tra la potenziale coppia. Se due personaggi raggiungono i 500 punti amore, si sposano, ricevendo un bonus del 20% alla loro capacità di sferrare un colpo critico se chi combatte è nelle vicinanze di chi ha sposato, con una piccola animazione se accade. Lo stesso accade se il fratello o la sorella di chi sta combattendo è adiacente a chi prende parte al combattimento. Per controllare le relazioni tra i personaggi, si può mandare un personaggio dall'indovino in un castello del giocatore. C'è anche un altro sistema inedito, il sistema di gelosia: se tra i due possibili amanti c'è un altro personaggio femminile, ruberà il bonus di punti amore se ha una priorità maggiore dell'altra femmina.
Gli eredi ereditano dai genitori un decimo del loro oro più altre 2000 unità di esso, tutti gli oggetti, le abilità e le armi, (solo se nella loro classe li possono utilizzare) e ne ereditano il Sangue Sacro, se i genitori ce l'hanno.
Tutti i figli sono associati ai personaggi femminili - dei nove personaggi femminili della prima generazione, sette di esse si sposeranno solo con 500 punti amore (Deirdre ha come figli Seliph, da Sigurd, e Julia, dall'incesto con Arvis, mentre Ethlyn e Quan hanno come figli Leif e Altena), e le eredità dei personaggi di seconda generazione varieranno in base ai genitori, dato che alcuni forniscono un rango migliore del solito in certe armi, e mentre alcune eredità avverranno sempre, altre possono dipendere dal padre. Ad esempio, Erinys ha come figlio Ced, mago del vento, e se il padre è Lewyn, Ced erediterà da lui il tomo di Forseti. Stesso vale per Brigid e il figlio Febail, che come lei è un arciere, ed erediterà da lei l'arco Yewfelle, e Altena, figlia di Ethlyn, che potrà usare la Gae Bolg, usata da suo padre Quan. Le statistiche dei personaggi di seconda generazione, così come le loro crescite, sono associate sia al padre sia alla madre, ereditando le crescite delle statistiche del genitore dello stesso sesso e il valore dimezzato di quelle del genitore di sesso opposto e con statistiche di base che dipendono da quelle genitori alla fine della prima generazione. Il Sangue Sacro ereditato influisce ulteriormente sulle loro crescite di statistiche.
Se un personaggio femminile della prima generazione non si è sposata o è morta prima della fine del capitolo 5, non avrà figli, e vi saranno ad esempio Deimne e Muirne come personaggi "sostitutivi" al posto di Lester e Lana, figli di Edain. Questi personaggi non erediteranno niente e non riceveranno nessun bonus, ma avranno abilità fisse.

### Abilità (Skills)
L'implementazione delle abilità, ovvero delle arti proprie di ciascuna unità classe, sebbene non siano state riprese nei giochi per Game Boy Advance, sono ritornate nei recenti Fire Emblem: Path of Radiance e Fire Emblem: Radiant Dawn e nei giochi successivi: esse consistono in particolari qualità attivate in relazione a certe condizioni o statistiche.
Alcune abilità, come Fobos, capace di quintuplicare gli attacchi sfoggiati, si attivano in base alla statistica "Abilità", il cui massimo è 30 e, di conseguenza, la percentuale massima con cui tali abilità si possono attivare è del 30%, ma alcune abilità si basano sulla statistica Velocità o possiedono una percentuale di attivazione aggiuntiva fissa, a meno che vengano consegnati al personaggio con tale livello di Abilità, anelli o armi con cui tale statistica aumenta. 
Le abilità sono le seguenti:
- Ultradifesa: Se si attiva, blocca un colpo senza subire danno. La sua percentuale di attivazione dipende dal livello. È l'abilità esclusiva dei generali, ossia un Arden promosso e Hannibal.
- Ira: Permette all'unità di mettere sempre a segno colpi critici se gli HP scendono sotto il 50%. È l'abilità personale di Tailtiu e della sua famiglia.
- Doppio attacco: L'unità colpirà due volte nello stesso turno se ha una velocità d'attacco maggiore del nemico. Non compare in Thracia 776 e negli altri giochi, in cui ogni unità può fare il doppio attacco se la velocità d'attacco è maggiore rispetto al nemico.
- Folata: L'unità ha una possibilità di sferrare un secondo attacco se è più veloce del nemico, anticipando anche l'attacco del nemico come per l'arma "forte". Si attiva in base alla velocità d'attacco dell'unità più 20, ma non si addiziona al colpo aggiuntivo dell'arma "brave", a differenza di Doppio attacco.
- Furto: Abilità esclusiva dei ladri. Se infliggono danni al nemico, ne ruberanno l'oro che possiede.
- Malia: Aumenta del 10% la precisione e la schivata di tutti gli alleati fino a tre spazi di distanza. Il bonus si può addizionare agli effetti delle stelle di autorità di Sigurd e Seliph.
- Vuoto: Impedisce di subire le abilità con la spada dei nemici e i colpi critici, compresi quelli derivati dalle armi e dall'Attacco triangolo.
- Miracolo: Se il personaggio ha meno di 11 HP, ne aumenta la schivata di una percentuale pari a 11 meno gli HP attuali moltiplicata per 10 fino alla fine del turno, aumentando la possibilità di schivare colpi fatali. La spada miracolo di Lachesis, equipaggiabile da sole donne, può anch'essa attivare questa abilità. È l'abilità personale di Finn e Silvia.
- Critico: A volte l'unità metterà a segno un colpo critico che verrà calcolato con doppia potenza rispetto alla potenza di base prima di ridurre il totale con la difesa nemica. La percentuale di attivazione dipende dalla statistica "Abilità". Se 50 nemici vengono uccisi da una certa arma, essa ha una possibilità di mettere a segno un colpo critico che aumenta fino al 50% con uccisioni aggiuntive, e se chi sta combattendo un nemico è vicino a chi ha sposato o accanto al fratello/sorella, avrà una aggiuntiva possibilità del 20% di farlo. Questi bonus possono addizionarsi tra loro. A differenza degli altri giochi, solo alcune unità possono fare il colpo critico dall'inizio, e nessuna arma ha un bonus alla capacità di eseguirlo a meno che non abbia ucciso 50 nemici.
- Vantaggio: Se gli HP del personaggio sono al di sotto del 50%, potrà sempre attaccare per primo durante la fase nemica.
- Carica: Se l'unità è abbastanza veloce e ha almeno 25 HP, può prolungare il combattimento da 2 a 20 turni di combattimento anziché uno solo. Si attiva in base alla velocità d'attacco dell'unità meno quella del nemico più metà degli HP dell'unità.
- Fobos: In base alla statistica "Abilità" fornisce una possibilità di sferrare cinque colpi consecutivi. Le altre abilità con la spada non possono attivarsi assieme a questa. Se si attiva, il personaggio è circondato da scintille verdi. È l'abilità personale di Ayra e Shannan, e i figli di Ayra la ereditano se si sposa. Le abilità con la spada possono essere ereditate solo da mirmidoni e ladri.
- Sole: Fornisce la possibilità di curarsi ripristinando una quantità di HP pari al danno inflitto con una percentuale pari alla statistica "Abilità". Attacco infallibile. Il personaggio è circondato da scintille gialle se l'abilità si attiva. È l'abilità personale di Dew.
- Luna: In base alla statistica "Abilità" permette di sferrare un colpo infallibile che ignora completamente la difesa del nemico, infliggendo danni come se la "Difesa" fosse a 0. Se l'abilità si attiva, il personaggio è circondato da scintille blu. È l'abilità personale di Chulainn.
- Duplex: Raddoppia i punti esperienza ottenuti. È l'abilità personale di Lex e può passarla a ogni figlio se si sposa.
- Affare: Dimezza i prezzi d'acquisto dai mercanti nei castelli. È esclusiva di Dew, e se si è sposato, i figli possono ereditarla.
- Danza: Abilità esclusiva delle ballerine. Fornisce un turno extra a tutte le unità adiacenti in orizzontale e verticale che hanno già agito fino a un massimo di quattro.
- Guarigione: Ripristina tra i 5 e i 10 HP a ogni turno. Nessuno ha questa abilità di base, ma Deirdre e sua figlia Julia la possono avere assieme a Miracolo tramite il cerchietto, e le altre unità possono equipaggiare la Fascia Guarigione, che fornisce questo effetto.

### Mappe
Il giocatore non deve conquistare un solo castello per mappa, bensì numerosi, alcuni dei quali diventano nemici da neutrali che sono nel corso del capitolo. Le mappe di Seisen no Keifu sono le più estese e difficili da attraversare dalle unità con movimento ridotto.
Non ci sono limiti al numero di personaggi che possono essere usati in una mappa: per questo, si arriva a controllare, contemporaneamente, non più di 24 unità.

### Arene
Si può accedere all'arena da qualsiasi castello conquistato e, a differenza dei giochi della serie, quando si viene sconfitti all'interno di essa, non si muore, ma l'unità viene lasciata con 1 HP sulla mappa. Ci sono 7 avversari, e se il personaggio vince, ottiene oro e punti esperienza. Non è possibile abusare dell'arena (ovvero mandarvi un'unità ripetutamente per guadagnare più punti esperienza), dato che il numero e il tipo di nemici all'interno di essa sono predefiniti per capitolo, inoltre un bug nella programmazione del gioco decurta il RNG di tutti i numeri in alcune occasioni, minando pesantemente la crescita del proprio personaggio.
Promozione
In questo capitolo della saga non sono necessari oggetti per promuovere un'unità. Le unita che hanno raggiunto il livello 20 possono essere promosse tramite l'apposito comando quando sono all interno del castello base di ogni capitolo. A differenza degli altri capitoli, il livello dopo la promozione non viene resettato e il livello massimo aumenta a 30.
Oggetti
In questo capitolo, gli oggetti non possono essere scambiati tra unità. L'unico sistema è vendere prima l'oggetto o l'arma a un banco dei pegni, dove vengono immagazzinati tutti gli oggetti venduti dalle unità, per poi farlo ricompare da chi si desidera.
Le armi hanno virtualmente usi infiniti: a differenza degli altri Fire Emblem, qualsiasi arma può essere riparata un numero infinito di volte andando dal fabbro nei castelli.
Ogni personaggio ha il suo deposito di oro, condivisibile solo tra innamorati e Ladri.

### Morte
Grazie al Bastone Valchiria, un personaggio morto può essere riportato in vita, rompendo la caratteristica base della serie: la morte permanente di un proprio personaggio. Tuttavia, il Bastone Valchiria può essere usato una sola volta prima di doverlo riparare e non si può abusarne dato il costo di riparazione estremo - 30.000 unità d'oro su un massimo di 50000 a personaggio.